# Xizangia (protista)
Xizangia es un género de foraminífero bentónico de estatus incierto, aunque considerado perteneciente a la subfamilia Orbitolininae, de la familia Orbitolinidae, de la superfamilia Orbitolinoidea, del suborden Orbitolinina y del orden Loftusiida. Su especie tipo es Xizangia machalensis. Su rango cronoestratigráfico abarca el Aptiense (Cretácico inferior).

## Discusión
Clasificaciones previas incluían Xizangia en el suborden Textulariina del orden Textulariida o en el orden Lituolida.

## Clasificación
Xizangia incluye a las siguientes especies:
- Xizangia cryptonychus †
- Xizangia machalensis †